# Pepitatern
Pepitamønster, pepitatern eller border-tartan er et stofmønster, der bruges i vævede stoffer, der historisk er forbundet med den engelsk-skotske grænse, især med kommunen Scottish Borders og Northumberland. Muligvis det mest genkendelige Border-tartan-beklædningsgenstand i regionen er mauden, der blev gjort populær fra 1820'erne af fashionable border-skotter som Sir Walter Scott, James Hogg, Henry Scott Riddell og Robert Burns.
Pepitatern, pepitamønster formodes at være opkaldt efter den spanske balletdanserinde Pepita de Oliva (1830-1871).